# Manpang
Manpang (nepalski: मनपाङ) – gaun wikas samiti w zachodniej części Nepalu w strefie Gandaki w dystrykcie Tanahu. Według nepalskiego spisu powszechnego z 2001 roku liczył on 1524 gospodarstw domowych i 7468 mieszkańców (4131 kobiet i 3337 mężczyzn).